# Bad Kleinkirchheim
Bad Kleinkirchheim je obec v Rakouské spolkové zemi Korutany v okrese Spittal an der Drau.

## Geografie
Bad Kleinkircheim leží v údolí pohoří Nockberge,
jehož průměrná nadmořská výška je 1 087 m n. m. Údolní kotlina Gurktalerských Alp je dlouhá asi pět kilometrů a táhne se ve směru západ-východ mezi jezery Millstätter See a horním tokem řeky Gurktal. Osídlené území leží v nadmořské výšce 980 až 1380 m, nejvyšším bodem obce je vrchol Klomnock (2331 m). Severně od obcí Kleinkirchheim a St. Oswald patří část obce do Biosférického národního parku Nockberge.
Na severních a jižních svazích údolí se hory zvedají poměrně strmě do nadmořské výšky kolem 2 000 m, takže jediné dopravní spojení Bad Kleinkirchheimu s okolními obcemi je omezeno na Kleinkirchheimer Straße (B 88), která spojuje obec s Radentheinem na západě a Reichenau na východě. Kromě toho hraničí Bad Kleinkirchheim na severozápadě s městem Krems a na jihozápadě s městem Feld am See.

### Využití půdního fondu
Z přibližně 7 400 ha obecní půdy 35 % tvoří alpské pastviny, 28 % lesy, asi 9,6 % louky a orná půda a 1,3 % pastviny; pouze 0,1 % zabírají malé vodní toky a rašeliniště. Necelých 26 % je označeno jako "ostatní malé plochy a cesty", což zahrnuje zejména oblasti osídlení.

### Hory
Jižně od údolí Bad Kleinkirchheimer se nachází Kaiserburg (2055 m) a za ním Wöllaner Nock (2145 m), následuje protáhlý Strohsack (1904 m) a Klomnock (1845 m). Na opačné straně uzavírá boční údolí severně od obce Kleinkirchheim několik vrcholů, od západu k východu jsou to Priedröf (1963 m), Wiesernock (1969 m), Scharte (1800 m), Spitzegg (1919 m), Brunnachhöhe (1976 m) a Mallnock (2215 m), který tvoří severní konec pohoří nad Sankt Oswaldem. Horský řetězec se na východě uzavírá přes Klomnock (2331 m), Steinnock (2144 m), Falkert (2308 m), Moschelitzen (2305 m) a konečně Totelitzen (1990 m), který vyčnívá na jih.

### Vodní toky
Twengbach pramení na jižním svahu Moschelitzen, protéká Rottensteinem, pak se stáčí na západ, přibírá Zirkitzenbach a pod Kaiserburgem Ottingerbach, v dalším toku protíná Kleinkirchheim a po přítoku Kmölningbachu a Sankt Oswald Bach opouští údolí směrem k Radentheinu, kde se spojuje s Kaninger Bach a jako Riegerbach napájí jezero Millstätter See.

### Geologie
Údolí Kleinkirchheim je typické ledovcové údolí, kterému jeho dnešní tvar dal ledovec poslední fáze doby ledové Würm. Je součástí západních Gurktalerských Alp, které se zde nazývají Nockberge. Šedé jílovité břidlice, které vznikly v prvohorách, tvoří nejspodnější horninovou vrstvu. Kromě toho se vyskytují také zelené břidlice, které se navenek podobají chloritovým břidlicím a částečně obsahují živec. Horní zóny jsou tvořeny fylity gurktalerského souvrství, tenkovrstevnými, metamorfovanými a také paleozoickými horninami. Patří sem pás triasových vápenců, který se táhne od Stangalpe (pod Turracher Höhe) až k Aigenu u Kleinkirchheimu. Tento pruh vápenců se objevuje místy na povrchu území obce, například otevřeně u Kaiserburgu a jako pokračování v podobě bílých dolomitických vápenců na jižním svahu Wöllanernocku. Vápno se zde těžilo a pálilo i v dřívějších stoletích.

### Části obce
Obec je rozdělena na tři katastrální celky: Kleinkirchheim, Sankt Oswald a Zirkitzen.

## Vývoj počtu obyvatel
K 1. 1. 2011 zde žilo 1 781 obyvatel, 93,4 % z nich jsou Rakušané.

## Hospodářství a infrastruktura
Jeho prosperita je založena na lázeňství, turistice, cyklistice a lyžování. V obci fungují po celý rok dvoje termální lázně Thermal Römerbad a Thermen St. Kathrein. V zimě se otevírá sjezdový lyžařský areál, který staví svoji propagaci na faktu, že zde trénoval a vítězil rakouský sjezdař Franz Klammer.